# John Neville Keynes
John Neville Keynes (Salisbury, 31 de agosto de 1852 – Cambridge, 15 de noviembre de 1949) fue un economista británico, padre del también economista John Maynard Keynes.

## Biografía
Nacido en Salisbury (Wiltshire), Keynes fue hijo de John Keynes (1805-1878) y de su esposa Anna Maynard Neville (1821-1907). Se educó en la Amersham Hall School, la University College de Londres y el Pembroke College de la Universidad de Cambridge, donde fue becario en 1876. Fue elegido como registrador (máximo cargo de los administrativos de asuntos relacionados con el alumnado) en dicha universidad en 1910 y ocupó ese cargo hasta 1925.
Dividió la economía en "economía positiva" (el estudio de lo que es, y la forma en que funciona la economía), "economía normativa" (el estudio de lo que debería ser), y el "arte de la economía" (economía aplicada). El arte de la economía relaciona las lecciones aprendidas en la economía positiva con los objetivos normativos determinados en la economía normativa. Trató de sintetizar el razonamiento deductivo e inductivo como solución al "Methodenstreit". Sus principales obras fueron:
- Estudios y ejercicios de lógica formal (1884)
- El alcance y el método de la economía política (1891)

En 1882 se casó con Florence Ada Brown, que posteriormente fue alcaldesa de Cambridge. Tuvieron dos hijos y una hija:
- John Maynard Keynes (1883-1946), economista.
- Geoffrey Keynes (1887-1982), cirujano.
- Margaret Neville Keynes (1890-1974), que se casó con Archibald Hill (ganador del Premio Nobel de Fisiología en 1922) en 1913.

Representó a la Universidad de Cambridge seis veces en la partida de ajedrez anual contra la Universidad de Oxford y es cotitular del récord de más apariciones como representante de cualquiera de las dos instituciones en la partida.
Sobrevivió a su hijo mayor por tres años; murió en Cambridge, a los 97 años.